# Бейли, Алистер Тёрнер
Алистер Тёрнер Бейли (англ. Alastair Turner Baillie; 24 декабря 1932, Ньюкасл-апон-Тайн, Великобритания — 18 ноября 2009, Мелроз, Скоттиш-Бордерс, Великобритания) — британский государственный деятель, губернатор Ангильи (1983—1987).

## Биография
В 1983—1987 годах — губернатор Ангильи.